# Sisán
Sisán (oficialmente San Clemenzo de Sisán) es una parroquia española del municipio de Ribadumia, perteneciente a la provincia de Pontevedra, en la comunidad autónoma de Galicia.

## Toponimia
El lugar puede aparecer referido como «Sisán», «San Clemente de Sisán» y «San Clemenzo de Sisán».

## Historia
Hacia mediados del siglo XIX, el lugar, ya por entonces perteneciente a Ribadumia, tenía contabilizada una población de 463 habitantes. Aparece descrito en el decimocuarto volumen del Diccionario geográfico-estadístico-histórico de España y sus posesiones de Ultramar de Pascual Madoz con las siguientes palabras:

SISAN (San Clemente): felig. en la prov. de Pontevedra (2 leg.), part. jud. de Cambados (2), dióc. de Santiago (7 1/2), ayunt. de Rivadumia: sit. entre 2 riach. afluentes del Umia y á la izq. de este; con libre ventilacion, y clima saludable. Tiene unas 100 casas en los l. de Barroso, Casalbedra, Carrasqueira, Cobas, Iglesia, Lomba, Maesas, Pazo, Pinar, Quintans, Sisan-grande, Sisenla, Souto, Taboeiros y Mosqueiro. La igl. parr. (San Clemente) se halla servida por un cura de entrada, y patronato del marqués de Castelar. Confina con las parr. de Castrelo y Barrantes. El terreno es de buena calidad. prod.: trigo, maiz, centeno, cebada, legumbres, verduras, lino, vino y frutas; hay ganado vacuno lanar y cabrío; caza de perdices, codornices, liebres y conejos y pesca de varias clases. pobl.: 111 vec., 463 alm. contr.: con su ayunt. (V.).
(Madoz, 1849, p. 407)

En 2023, tenía empadronados 677 habitantes.